# بهية الفيلالية
بهية القطبي الفيلالية، تُعرف باسم يامنة القطبي (10 أغسطس 1908 - 24 مايو 2016)، عالمة وفقيهة وحافظة مغربية. تعتبر أول مغربية تحصل على شهادة العالمية من جامعة الزيتونة بتونس.

## مسيرتها
وُلدت بهية بنت مولاي هاشم القطبي الفيلالي سنة 1326هـ الموافق لـ 10 أغسطس 1908 بمدينة مكناس بالمغرب. حفظت القرآن الكريم وعمرها 14 سنة وقرأتْه غيباً على الشيخ عبد الله الأمغاري، والتحقت بمعهد التعليم الأهلي بمكناس حتى نالت الشهادة الأهلية الابتدائية، ثم التحقت بجامعة القرويين وحضرت على شيوخها مدة قصيرة ولم تُكْمِلْ لظروف خاصة، وكان ذلك في حدود 1948م. تتلمذت على يد عدد كبير من شيوخ المغرب من أمثال الشيخ ابن الصديق والشيخ إبراهيم الهلالي والفقيه العرائشي والقاضي السوسي والفقيه الزريهني والفقيه المختار السنتيسي. أخذت القراءات السبع، ودرست الأجرومية والموطأ والرسالة وصحيح البخاري وصحيح مسلم.
```
في عام 1955 كانت ضمن البعثة الطلابية التي أرسلها السلطان 
محمد الخامس
 إلى 
جامع الزيتونة
 بتونس، وهناك تتلمذت على يد كبار علمائها أمثال العلامة 
الطاهر بن عاشور
 وابنه 
الشيخ الفاضل
 والشيخ الطاهر بن خوجة، واستمرت إلى أن تخرجت عام 1961م، بحصولها على شهادة العالمية من جامع الزيتونة في علم البلاغة والمنطق.
```

دخلت في الحركة الوطنية النسائية، وكانت تقود عملاً نسائياً ذا طابع وطني لمواجهة الآثار التي تركها المستعمر وللعودة بالمرأة المغربية إلى دينها وفطرتها وحجابها. كُرمت عدة مرات على مستوى المملكة المغربية ونالت وسام الدولة من الملك محمد السادس.
قامت بالتدريس في مدرسة ورش، وفي المعهد الديني، وفي المسجد الكبير سنين كثيرة. وقد أحيَتْ مجالسَ سَرْد البخاريّ في شهر رجب وشعبان ورمضان والتي كانت منتشرة جداً في مكناس وكثير من المساجد المغربية.
تخرج على يدها آلاف المستفيدات من دروس محو الأمية الدينية. وقد كانت تستقبل عددا كبيرا من العلماء وطلبة العلم الذين يحجون إليها من مختلف بقاع العالم لكي تجيزهم في علم الحديث، من بينهم الشيخ محمد أكرم الندوي مع عدد كبير من طلبته.
كانت كفيفة حيث فقدت بصرها في سن السابعة، ولم تتزوج، وكانت تعيش مع أخت لها بمدينة مكناس.  

## وفاتها
ُتوفيت ليلة الثلاثاء 17 شعبان 1437 هـ، الموافق لـ24 مايو 2016م عن عمر يناهز 108 سنوات، ووريت الثرى في مقبرة مولاي مليانة بمكناس.

## روابط خارجية
- عالمة في الفقه تبلغ من العمر 107 سنة على يوتيوب